# Claus Eberth
Claus Eberth (* 21. September 1934 in Würzburg; † 24. Juni 2009) war ein deutscher Schauspieler.

## Leben und Wirken
Er war der Sohn des Schauspielerehepaars Fritz und Gertrud Eberth. Nach der Oberrealschule nahm er 1957 Unterricht an der Schauspielschule der Hamburger Kammerspiele. Im selben Jahr gab er sein Debüt am Fränkischen Theater Schloss Maßbach. Sein nächstes Engagement führte ihn an das Kammertheater Karlsruhe.
1961 wurde er an die Staatlichen Schauspielbühnen Berlin verpflichtet und trat bis 1968 am Schillertheater auf. Zu seinen Rollen hier gehörten Carl in Die Wupper, Karl in Maria Magdalena, Soldat in Die heilige Johanna und Student in Maxim Gorkis Die Barbaren. Von 1968 bis 1976 spielte er an den Wuppertaler Bühnen. Hier verkörperte er Biff in Tod eines Handlungsreisenden, Benedikt in Viel Lärm um nichts und Timon in Timon von Athen.
1976 wechselte er an die Münchner Kammerspiele. Seine Anfangsrolle war Wachtmeister Werner in Minna von Barnhelm (1976), zu seinen zahlreichen weiteren Rollen gehören Roger in Jean Genets Der Balkon (1976), die Titelrolle in König Ödipus (1977), Theseus/Oberon in Ein Mittsommernachtstraum (1978), Beaumarchais in Clavigo (1979), Toby Rülp in Was ihr wollt (1980), Danton in Dantons Tod (1980), Orest in Iphigenie auf Tauris (1981), Meister Anton in Maria Magdalena (1981), die Titelfigur in Amphitryon (1982), Pozzo in Warten auf Godot (1984), Sultan Saladin in Nathan der Weise (1984), Clov in Endspiel (1985), Achilles in Troilus und Cressida (1986), Walter in Der zerbrochne Krug (1986), die Titelrolle in Onkel Wanja (1987), Glashüttendirektor in Gerhart Hauptmanns Und Pippa tanzt! (1988), Dr. Wangel in Die Frau vom Meer (1989), Boll in Ernst Barlachs Der blaue Boll (1991), Graf Kent in König Lear (1992) und James Tyrone in Eines langen Tages Reise in die Nacht (1997/98).
Nach seiner Abschiedsvorstellung als Obrist Kottwitz im Prinz von Homburg setzte er seine Laufbahn 2001 am Bayerischen Staatsschauspiel fort. Er verkörperte unter anderem den Pastor in August Strindbergs Der Vater (2001, Residenztheater), Diafoirus in Der eingebildet Kranke (2005, Residenztheater) und Hamm/Nagg in Endspiel (2007, Marstall). Daneben war der Vater von zwei Söhnen und einer Tochter an mehreren Fernsehproduktionen und Spielfilmen beteiligt.

## Filmografie
| - 1962: Tunnel 28 - 1963: Stadtpark - 1966: Kubinke - 1966: Irrungen, Wirrungen - 1967: Die Trennung - 1967: Der Reichstagsbrandprozeß - 1966/1968: Wilhelmina - 1970: Gedenktag - 1970: Recht oder Unrecht – Der Fall Hetzel - 1971: Ein Vogel bin ich nicht - 1972: Liebe Mutter, mir geht es gut - 1972: Madonnen lassen bitten (Serie Butler Parker) - 1973: 2 x Lima (Serie Frühbesprechung) - 1974: Eiger (Mehrteiler) - 1974: Schneeglöckchen blühen im September - 1974: Output - 1976: Der aufrechte Gang - 1978: Dona Rosita oder Die Sprache der Blumen | - 1980: Tatort: Spiel mit Karten - 1981: Schattenlinien - 1982: Tollwut - 1983: Der Weihnachtsbaum - 1983: Das Opfer (Serie Ein Fall für zwei) - 1987: Die Nacht des Marders - 1990: Der zerbrochne Krug - 1990: Bumerang (Serie Ein Fall für zwei) - 1992: König Lear - 1994: Amok - 1994: Der Mann mit der Maske - 1994: Jenseits der Brandung - 1994: Tatort: Die Frau an der Straße - 1995: Kopfjagd - 1996: Liebe, Leben, Tod - 1997: Prinz Friedrich von Homburg |